# Lijst van voetbalinterlands Burundi - Djibouti (vrouwen)
Deze lijst van voetbalinterlands is een overzicht van alle officiële voetbalinterlands tussen de nationale vrouwenteams van Burundi en Djibouti. De landen hebben tot nu toe drie keer tegen elkaar gespeeld. 

## Wedstrijden
| № | Plaats | Datum            | Competitie                                | Wedstrijd          | Uitslag |
| - | ------ | ---------------- | ----------------------------------------- | ------------------ | ------- |
| 1 | Ngozi  | 16 februari 2022 | Afrikaans kampioenschap 2022 kwalificatie | Burundi − Djibouti | 6 − 1   |
| 2 | Ngozi  | 21 februari 2022 | Afrikaans kampioenschap 2022 kwalificatie | Djibouti − Burundi | 0 − 5   |
| 3 | Njeru  | 1 juni 2022      | Oost-Afrikaans kampioenschap 2022         | Burundi − Djibouti | 3 − 0   |

## Samenvatting
| Competitie                           | Totaal gespeeld | Winst Burundi | Gelijk | Winst Djibouti | Doelsaldo Burundi – Djibouti |
| ------------------------------------ | --------------- | ------------- | ------ | -------------- | ---------------------------- |
| Afrikaans kampioenschap kwalificatie | 2               | 2             | 0      | 0              | 11 − 1                       |
| Oost-Afrikaans kampioenschap         | 1               | 1             | 0      | 0              | 3 − 1                        |
| Totaal                               | 3               | 3             | 0      | 0              | 14 − 1                       |